# ファウスト (伝説)
ファウスト（Faust）は、ドイツの伝説における主要な登場人物である。彼は学者としてかなり成功したが、自分の人生に満足しておらず、そのために悪魔と盟約して自身の魂と引き換えに果てしない知識と現世での幸福を得た。
ファウスト伝説は、長い時間を通して再解釈され、多くの文学、美術、映画、音楽作品の題材とされてきた。「ファウスト」や「ファウスト的」という語句は、野心的な人物が力を得て一定期間の成功のために倫理的な無欠さを手放すという状況を暗示するのにも使われる。
初期の書物、あるいはそこから派生したバラッドや演劇、映画、人形劇のファウストは、ファウストが神に関する知識よりも人間を愛したという理由で、取り返しがつかないほど呪われた。「ヤツはドアの裏やベンチの下に聖書を置き、そして、神学者と呼ばれるのを拒み、医学者と称されるのを好むのだ」。この伝説を漠然と題材にした演劇や滑稽な人形劇は、16世紀を通してドイツで人気を誇ったが、それらでは、ファウストやメフィストフェレスを低俗な楽しみの象徴へと貶めていた。
この伝説は、古典的に取り扱ったクリストファー・マーロウの戯曲『フォースタス博士』（1604年）により、イングランドで広まった。200年後、ゲーテが再編した『ファウスト』では、ファウストは自分の人生に「現世の飲食以上のもの」を求めた不満足な知識人となった。

## 物語の概要
ファウストは学者としての自身の人生に退屈し、落胆していた。自殺を試みた後、悪魔に更なる知識とこの世のあらゆる喜びと知恵をほしいままにできる魔法の力を求めた。それに応えて悪魔の代理であるメフィストフェレスが現れた。彼はファウストと取引を交わした。すなわち、メフィストフェレスはファウストに自身の魔力を一定年与える、しかし、期限が切れるとき悪魔はファウストの魂を求め、結果ファウストは永遠に地獄に落ちる、というものだ。初期の作品では大抵この契約の期間は24年－1日の一時間につき1年と規定されていた。
この契約の期間中、ファウストはメフィストフェレスを様々なことに利用する。多くのバージョンで、特にゲーテの戯曲で、メフィストフェレスはファウストが、大抵グレートヒェンという名の美しく純粋な少女を誘惑する手伝いをするが、その少女の人生は究極的に滅茶苦茶になる。しかし、グレートヒェンの純粋さは最期に彼女を救い、天国へ召される。ゲーテの版では、ファウストは彼の絶え間ない努力と、「永遠の女性」たるグレートヒェンの神への弁解との結果、神の恩寵により救われる。しかし、初期の作品において、ファウストは取り返しがつかないほど堕落した。彼は自身の罪が許されえないことを悟り、契約の期限が切れるとき、悪魔が彼を地獄へと連れ去る。

## 情報源

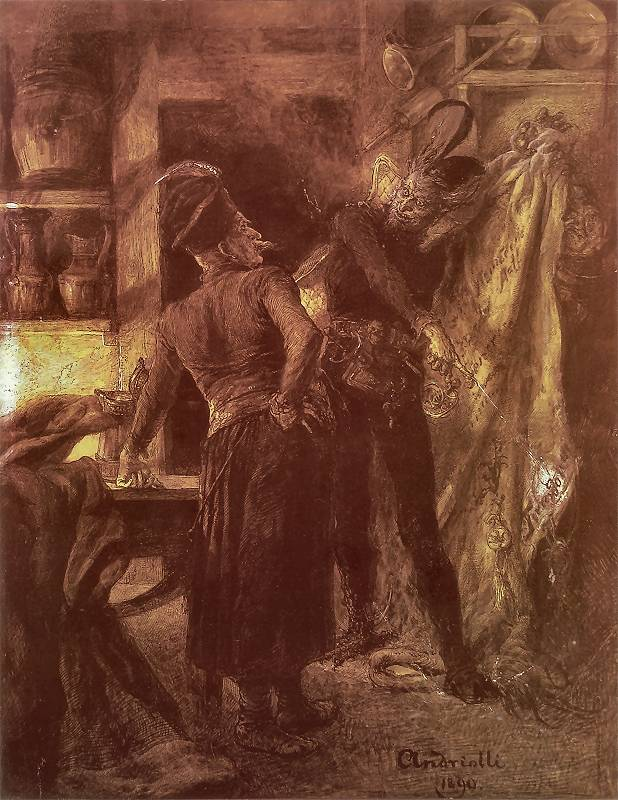
パン・トワルドーフスキーと悪魔。ミハウ・エルヴィロ・アンドゥリオッリ画

シモン・マグスの生涯は、多くの面でクリストファー・マーロウやヨハン・ヴォルフガング・フォン・ゲーテのファウスト伝説に影響を与えた。ハンス・ヨナスによると、「マーロウとゲーテの戯曲のファンのうち、その主人公がグノーシス主義者の子孫であること、彼の術により呼び出された美女ヘレンがかつての堕落した神の思考で、人類により救済されるべき存在だったこと、に薄々気づいている人はほとんどいない」 のだという。ファウストの物語は、13世紀に『聖母奇跡物語 ("Les Miracles de la Sainte Vierge")』の筆者ゴーチエ・ド・コアンシ (Gautier de Coincy) が書いたテオフィラス伝説に多く類似点を持つ。つまり、徳高い人物が地獄の支配者と取引するが、聖母マリアの慈悲をうけ、社会への責務をはたすことで救われる。彼が悪魔に服従する場面の描写はノートルダム大聖堂の北側のティンパヌムに再現されている。
パン・トワルドーフスキーと云う名のポーランドの伝承における登場人物は、ファウストに似ており、これらの伝説はほぼ同時期にできたと考えられる。この二つの話が何処で共通の起源を持つか又は影響し合ったかは明確ではない。神学者のフィリップ・メランヒトンによると、歴史上のヨハン・ファウストはクラクフ大学で学んでいた、とされる。
ファウストの名や性格の起源ははっきりしていないが、ヨハン・グーテンベルクの共同経営者ヨハン・フースト（1400-1466）と伝説上のファウストを結びつける資料はいくつかある。また、フゥストはファウスト伝説のいくつかある起源の一つとも言われている。ヴュルテンブルクのクニットリンゲン出身と考えられる呪術師かつ錬金術師のヨハン・ファウスト博士(1480-1540)をファウストの原型と信じる人もいる。彼はハイデルベルク大学から1509年神学の学位を得た。フランク・バロン (Frank Baron) や、レオ・ルイックビー (Leo Ruickbie) などの学者は従来の仮定に異議を唱えている。
ファウスト伝説の資料として活字化されている最初のものは、Historia von D. Johann Fausten（1587年出版）というタイトルのチャップ・ブックである。この本は、16世紀を通して再編集・借用され、その時期の似た本は以下のものがある。
- Das Wagnerbuch (1593)
- Das Widmann'sche Faustbuch (1599)
- Dr. Fausts großer und gewaltiger Höllenzwang（フランクフルト 1609）
- Dr. Johannes Faust, Magia naturalis et innaturalis（パッサウ 1612）
- Das Pfitzer'sche Faustbuch (1674)
- Dr. Fausts großer und gewaltiger Meergeist（アムステルダム 1692）
- Das Wagnerbuch (1714)
- Faustbuch des Christlich Meynenden (1725)

1725年のチャップ・ブックはひろく普及し、ゲーテ少年にも読まれた。
男と悪魔の契約について同種の本には、戯曲Mariken van Nieumeghen（オランダ、16世紀初頭、著者不明）や、Cenodoxus（ドイツ、17世紀初頭、Jacob Bidermann）、『キャスリーン伯爵夫人』（The Countess Cathleen, 起源の不明瞭なアイルランドの伝説、フランスの戯曲Les marchands d'âmesを基にしているとも考えられている）などがある。

## 伝説と結びつけられた土地
ドイツの南西端の都市、シュタウフェン (Staufen) は1540年にファウストが死んだ土地である、と主張している。とある建物の描写が見える、などの理由からである。この伝承に対する歴史的資料は、ファウストが死んだとされる年の25年後、1565年前後に書かれたChronik der Grafen von Zimmernにおける描写だけである。この記録は一般的に信頼できると考えられており、16世紀にはシュタウフェン卿と隣接するドナウエッシンゲンのジマーン伯爵との親しいつながりが残っていた。
クリストファー・マーロウのオリジナル版では、ファウストが学んだヴィッテンベルクはウェルテンベルク（独:Wertenberge）として書かれている。彼が話の舞台としているその場所は、ヴュルテンベルク（独:Württemberg）公国だと主張している学者もいれば、マーロウ自身の住んだケンブリッジを暗示していると主張している学者もいる (Gill, 2008, p. 5)。ヴィッテンベルクの所在地として最も支持を集めるに足るであろう説はヴュルテンベルク公国の歴史的首都で、現在のシュトゥットガルトである。

## 文学

### マーロウの『フォースタス博士』
初期のファウストのチャップブックは、ドイツ北部で普及し、イングランドへ渡った。そこで、1592年にP.F.ゲントなる人物によるThe Historie of the Damnable Life, and Deserved Death of Doctor Iohn Faustusという英訳版が出版された。クリストファー・マーロウはより野心的な戯曲『フォースタス博士』(1604年出版)の基としてこの作品を用いた。マーロウは同時にジョン・フォックスの『殉教者列伝 ("Book of Martyrs")』からも、教皇ハドリアヌス6世と対抗者とのやり取りを借用した。

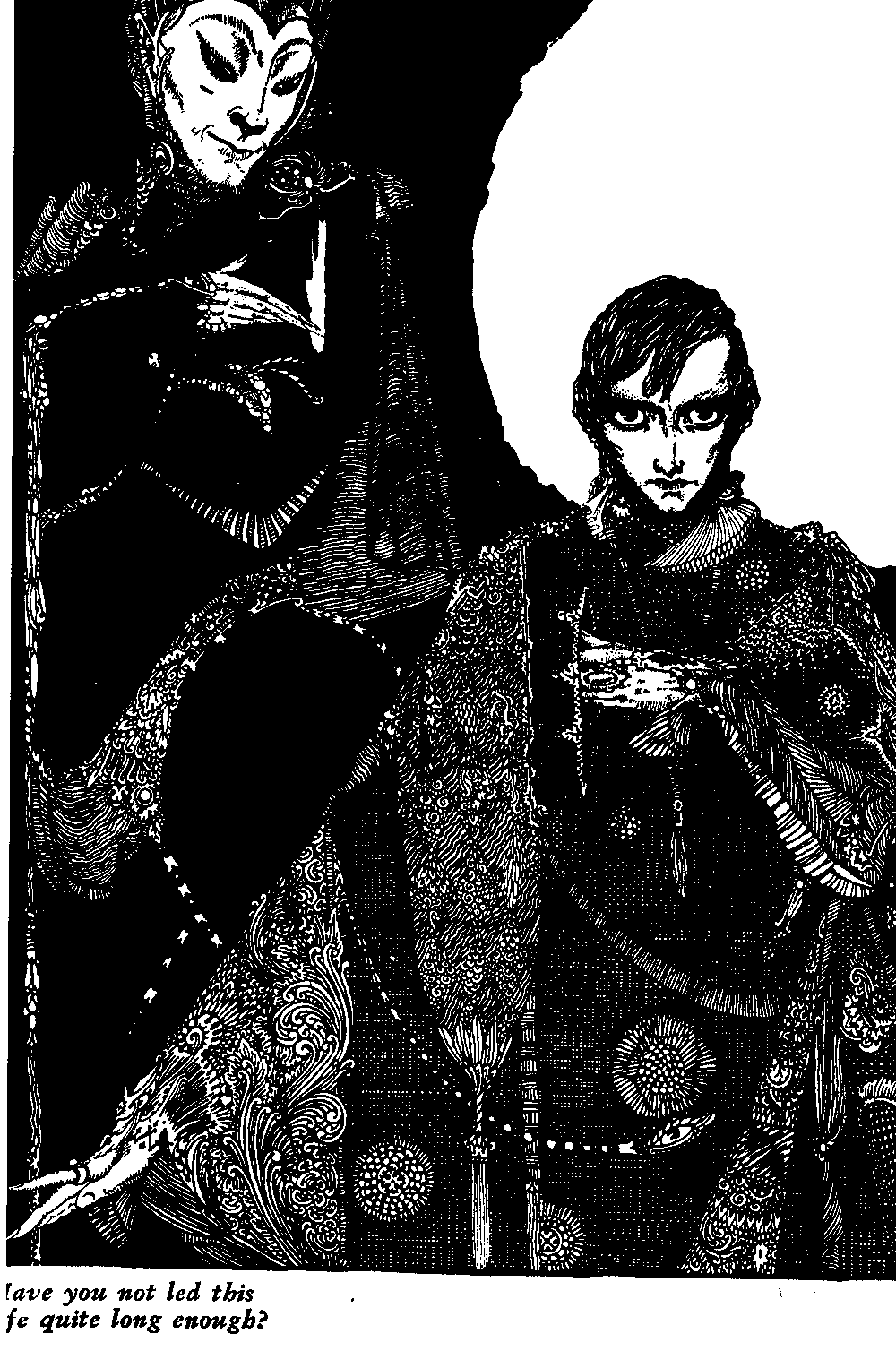
ハリー・クラークによるゲーテ版『ファウスト』の挿絵

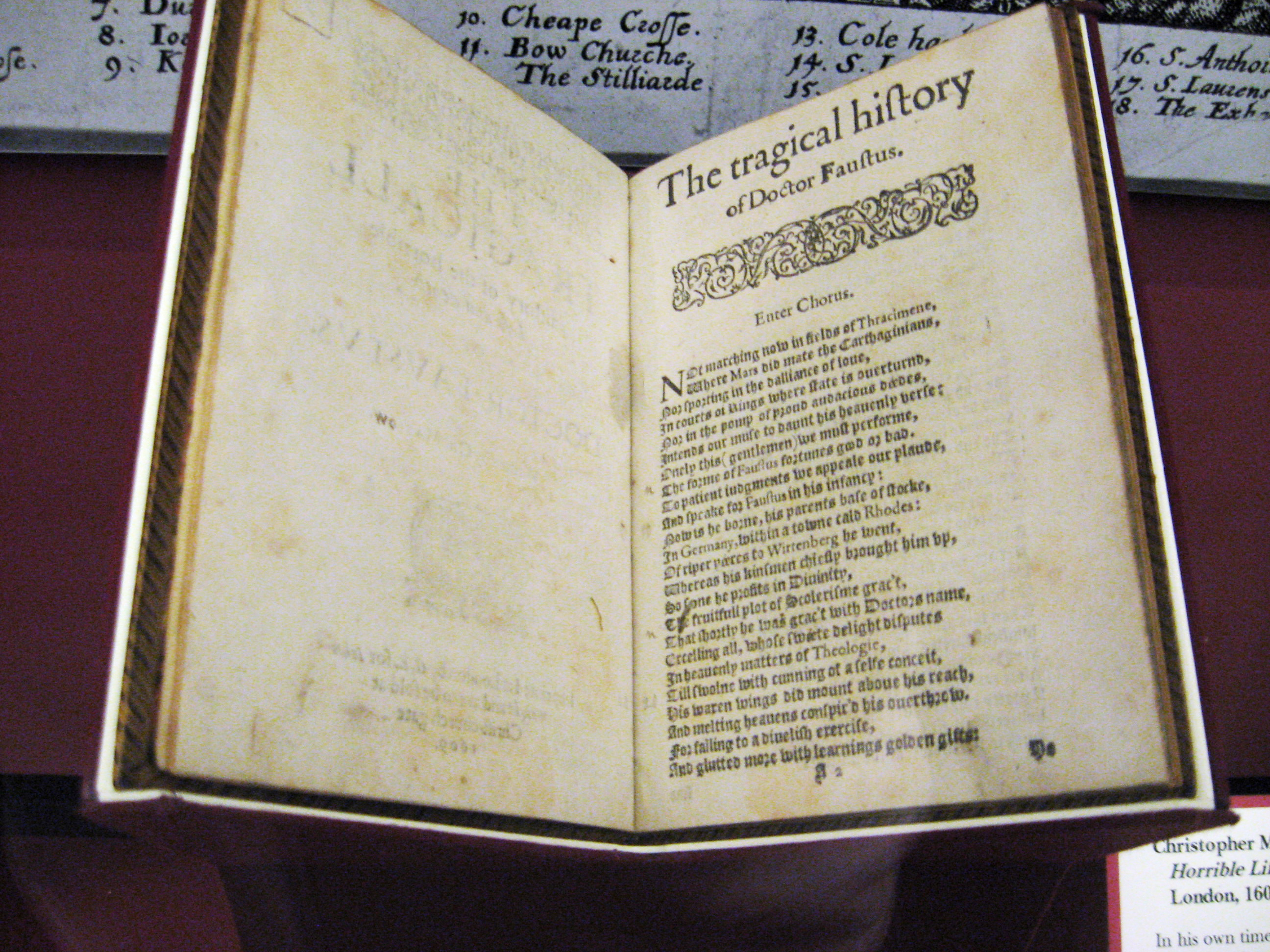
サン・マリーナのハンチントン図書館にあるマーロウ『ファウスタス博士』の手稿

### ゲーテの『ファウスト』
この伝説についてのもう一つの重要な版はドイツ人の著者ヨハン・ヴォルガング・フォン・ゲーテによる戯曲『ファウスト』である。より初期の伝説に近い第一部は1808年に、第二部はゲーテの死後1832年に出版された。
ゲーテの『ファウスト』はもともとの伝説が示す単純なキリスト教的道徳観を複雑に表現した。戯曲と広義の詩文との融合体である二部編成のこのクローゼットドラマは、ある種の叙事詩である。キリスト教や中世、古代ローマ、東洋を参考にし、古代ギリシア、哲学、そして文学などをひとまとめにした。
ゲーテは、自身による伝説を構成し改善するために、継続的にではないが60年以上もの時間をかけた。彼の死後出版された最終版は、ドイツ文学における偉業と認識されている。
この物語は人生の本質をもとめたファウストの運命に焦点を当てている。("was die Welt im Innersten zusammenhält").自らの知識、力、人生の喜びに限界があることに気付いて挫折していた彼は、メフィストフェレスを代理とする悪魔の誘惑に惹きつけられた。ファウストが将来にひどく無気力になっていることを知った悪魔はファウストが自身の人生に満足できるかどうか賭けをした。ファウストは幸福の絶頂が訪れることは決してないと信じていた。この点はゲーテのものとマーロウのものとの重要な違いである。つまり、ファウストは賭けを提案する人物でない、ということだ。
第一部で、メフィストフェレスがファウストを導き、純粋な少女グレートヒェンとの欲望に満ちた関係の最高峰を経験させた。グレートヒェンと彼女の家族は、メフィストフェレスの策謀とファウストの欲望により、滅茶苦茶にされてしまった。第一部はファウストの悲劇で終わる。グレートヒェンは天の救いを得るが、恥じ入り、悲嘆に身を任せた。
第二部は、大地の精霊がファウスト（および残りの人間）を許すところで始まり、寓意的な詩へと続く。ファウストとメフィストフェレスは、政治界や古代の神の国に干渉しながら通り過ぎ、美の化身たるトロイのヘレンと出会う。戦争や自然の脅威を手懐けることに成功したファウストは、至福の瞬間を味わった。
メフィストフェレスは、幸福を感じたファウストが死ぬときにその魂を奪おうとするが、神の加護により天使が邪魔をしたため、失敗しひどく怒ることとなった。この加護は、真の意味で「無償な」もので、ファウストがメフィストフェレスと犯した罪が許された訳ではなかったが、天使が云うには、この施しはファウストの絶え無き努力と、寛大なグレートヒェンの取りなしによるもの、ということになる。最後のシーンで、ファウストの魂は「聖母マリア、偉大なる母、女王、……永久に親切な女神、……永遠の女性」の取りなしにより神のおわします天国へ召し上げられた。  従って女神は、ファウストの死の際、彼が「永遠の虚無」にとらわれたと主張したメフィストフェレスに勝利したことになる。

### ブルガーコフの『巨匠とマルガリータ』
ファウストの話はミハイル・ブルガーコフのもっとも有名な小説『巨匠とマルガリータ ("The Master and Margarita")』(1928-1940) の基ともなった。マルガリータはグレートヒェンを、巨匠はファウストを基にしている。ほかにヴォランド（メフィストフェレスを想起させる）や、ミハイル・アレクサンドロビッチ・ベルリオーズ（文芸家協会マスソリトの会長）などの登場人物がいる。

### マンの『ファウストゥス博士』
トーマス・マンが1947年に著した『ファウストゥス博士　一友人によって語られるドイツの作曲家アドリアン・レーヴァーキューンの生涯』は、ファウスト伝説を20世紀の文脈にあてはめ、架空の作曲家アドリアン・レーヴァーキューンの人生を通して、20世紀のドイツ及びヨーロッパの歴史を象徴した。売春宿を訪れ、梅毒に罹った天才的な作曲家レーヴァーキューンは、メフィストフェレス的な登場人物と、24年間の作曲家としての輝かしい成功の日々を得るための契約をする。彼は、肉体的な病が彼の体を蝕んでも、国際的絶賛にかなうますます美しい作品を作った。彼の最後の傑作『ファウストゥス博士の嘆き』が完成したとき、以前むすんだ契約のことを告白する。今や狂気と梅毒が彼を圧倒し、1940年、最終的に彼が死ぬまでゆっくりと侵されていった。レーヴァーキューンの霊的、精神的、肉体的な崩壊と堕落は、ドイツでナチスが台頭した時分に起こり、レーヴァーキューンの運命はドイツの精神を示している。

### ベネットの『悪魔の金』
スティーブン・ヴィンセント・ベネット (Stephen Vincent Benét) の短編「悪魔の金 ("The Devil and Daniel Webster")」（1937年出版）はワシントン・アーヴィング著の短編「悪魔とトム・ウォーカー」によるファウスト伝説を再構成した。ベネット版の物語は、ニューハンプシャーの農作人ジャベス・ストーンを中心としている。彼は終わりない不運に苦しんでおり、スクラッチ氏と名乗る悪魔の接触を受ける。その悪魔は、魂と引き換えに彼に七年間の繁栄を提案する。最後には、実在の有名な法律家であり雄弁家であるダニエル・ウェブスターが小説に登場し、地獄行きを決める裁判官と陪審員たちの前でジャベス・ストーンを守ったので、彼は訴訟に勝利した。

### その他
- 『ファウスト("Faust")』 (1866)  - エスタニスラオ・デル・キャンポー (Estanislao del Campo) 著
- 『ファウストゥス博士の死("The Death of Doctor Faustus")』(1925)  - ミシェル・デ・ゲルドロード (Michel de Ghelderode) 著
- 『ファウスト博士の明るい灯り("Doctor Faustus Lights the Lights")』 (1938) - ガートルード・スタイン (Gertrude Stein) 著
- 『我がファウスト』 (1940) - ポール・ヴァレリー (Paul Valéry) 著
- "Faust, a Subjective Tragedy "(1934) - フェルナンド・ペソア (Fernando Pessoa) 著
- 『メフィスト("Mefisto")』(1986) - ジョン・バンヴィル (John Banville) 著
- 『ファウスト("Faust")』  (2009) - エドガー・ブラウ (Edgar Brau) 著

## 映画

### ムルナウの『ファウスト』
古典的作品『吸血鬼ノスフェラトゥ』の映画監督F・W・ムルナウは、1926年に公開された無声映画『ファウスト』を撮影した。ムルナウの映画は、当時まだ珍しかった特殊効果を有名にし、その多くのシーンは今日いまだ印象的である。あるシーンでは、メフィストフェレスがある町の上に聳え立ち、黒い翼を風になびかせると、カエルが疫病をまき散らした。またあるシーンでは、ファウストがメフィストフェレスとともに空を飛び、それに合わせてカメラが雪山や崖、滝などの風景に急降下していくように撮られた。
この物語では、ファウストは老いた学者で、疫病に罹った人々に対して無力な自分に憤っている錬金術師だった。彼が召還したメフィストフェレスは、その一日何の代償も無しに力を試してよい、といってファウストを説得し契約を結んだ。その日の最後に、ファウストは若さを取り戻し、メフィストフェレスの助けを借りて、結婚披露宴中の美しい女性を攫った。それで、ファウストは十分に契約を永遠に延長することに同意する気になった。結局、彼は享楽を追求することに退屈して家へ帰り、そこで、美しく純粋な女性グレートヘンに恋をした。ファウストの堕落（メフィストフェレス曰く）は彼ら二人の生活をついにはめちゃくちゃにしたが、まだ最後の救済のチャンスは残されていた。
悪魔の魂をうった男の昔話を題材とする、メフィストフェレスと天使がファウストの魂が地獄に堕ちるか賭けをする、メフィストフェレスが疫病をファウストの住む小さな町に広める、その治療法を見つけられないため神や天使、科学などと縁を切りメフィストフェレスを選ぶファウストの顛末などの点でゲーテのファウストと似ている。

### 『悪魔の美しさ("La Beauté du diable")』
ルネ・クレール（仏:René Clair）監督、1950年公開の映画である。ミシェル・シモンがメフィストフェレスと老博士ファウストを一人二役で演じ、ジェラール・フィリップがファウストの変身する若者を演じた。

## テレビ番組

### チェスピリートの『ファウスト』
メキシコのコメディアンチェスピリート (Chespirito) はこの伝説を題材にした短編でファウストを演じ、ラモン・バルデス (Ramon Valdez) がメフィストフェレスを演じた（彼は同時に悪魔も演じた）。この版では、メフィストフェレスがファウストに、馬上鞭に似ている "Chirrín-Chirrión"という物体を与えた。これにより、物や人を出現・消滅させたり、若さや老いまで獲得・喪失したり出来、対象の名の後に"Chirrín" （出すとき）または"Chirrión"（消すとき）という言葉を言うことで使用する。これを知ったファウストは契約書にサインすることで自身の魂を売り渡した。ファウストは若さを取り戻した後、魔力を使って助手でフロリンザ・メサ (Florinda Meza) 演じるマルガリータの心を手に入れようとした。しかし、幾度かの失敗と滑稽な試行錯誤の後、ファウストは彼女に既にボーイフレンドがいることを知り、自分の魂を無駄に売ってしまったと気づく。ここで、メフィストフェレスはサインされた契約書を証拠にファウストの魂を地獄へ落とす為に戻ってきた。ファウストはChirrín-Chirriónを使って契約書を消滅させ、メフィストフェレスは泣き叫んだ。

## 音楽

### オペラ
ファウスト伝説は大きく3つのオペラの基となった。
- 『メフィストーフェレ（伊:Mefistofele）』 - アッリーゴ・ボーイトにより完成されたオペラ
- 『ファウスト博士（伊:Doktor Faust）』 - フェルッチョ・ブゾーニが始め、その弟子フィリップ・ヤルナッハにより完成
- 『ファウスト』 - シャルル・グノーによるオペラ。ゲーテの『ファウスト 第一部』を原案に、ミシェル・カレの戯曲『ファウストとマルグレーテ（仏:"Faust et Marguerite"）』を元にしたジュール・バルビエとカレによる仏語のリブレットを用いる。

### その他
ファウスト伝説は、音楽の他の分野も刺激してきた。
- 『ファウスト序曲』 - リヒャルト・ワーグナーの作品
- 『ファウストの劫罰』 - エクトル・ベルリオーズの作品
- 『ゲーテのファウストからの情景』 - ロベルト・シューマンの作品
- 『ファウスト交響曲』 - フランツ・リストの作品
- 『レーナウの「ファウスト」による2つのエピソード』 - フランツ・リストの作品
- 『交響曲第8番』 - グスタフ・マーラーの作品
- 『兵士の物語』 - イーゴリ・ストラヴィンスキーの作品。ファウストと直接の関係はないが、所々に影響がみられる。

## 参考
- The Faustian Century: German Literature and Culture in the Age of Luther and Faustus.  Ed. J. M. van der Laan and Andrew Weeks.  Camden House, 2013. ISBN 978-1571135520
- A philosophical interpretation: Seung, T.K.. Cultural Thematics: The Formation of the Faustian Ethos. Yale University Press. 1976. ISBN  978-0300019186